# 海德穆拉市镇
海德穆拉市镇（瑞典語：Hedemora kommun）是瑞典中部达拉纳省的一个市镇。其治所位于海德穆拉。